# دیره خالصه
دیره خالصه (به انگلیسی: Dera Khalsa) یک منطقهٔ مسکونی در پاکستان است که در اسلام‌آباد واقع شده‌است. دیره خالصه ۷۰۰ متر بالاتر از سطح دریا واقع شده‌است.